# Castilleja christii
Castilleja christii är en snyltrotsväxtart som beskrevs av Noel Herman Holmgren. Castilleja christii ingår i släktet målarborstar, och familjen snyltrotsväxter. Inga underarter finns listade i Catalogue of Life.

## Bildgalleri

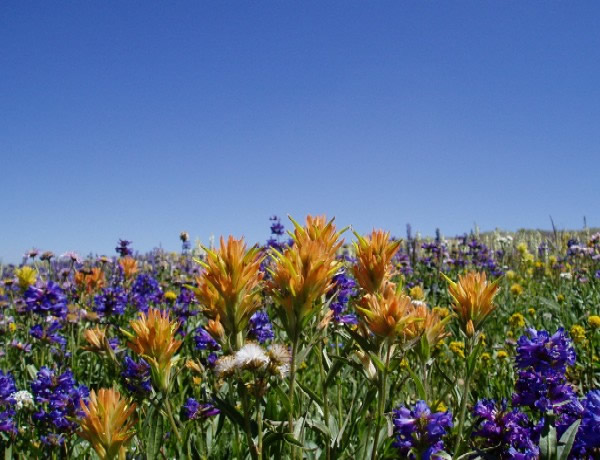
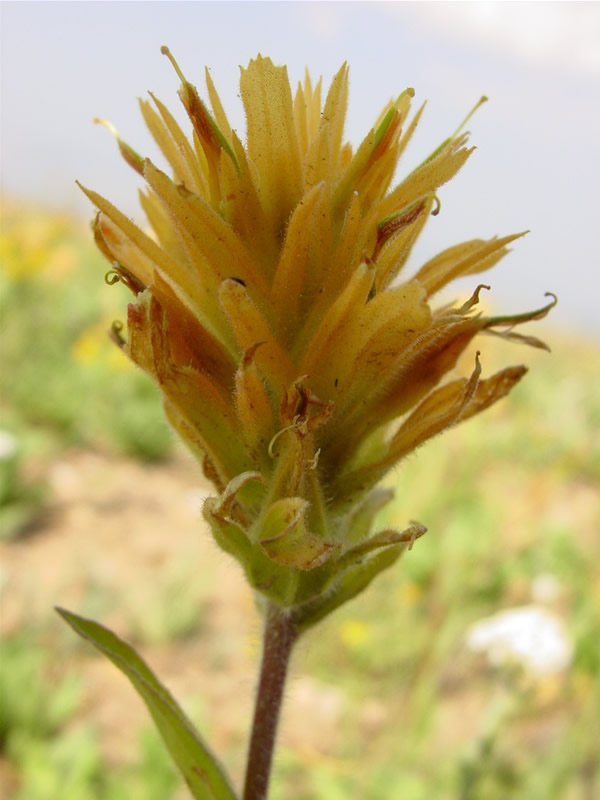
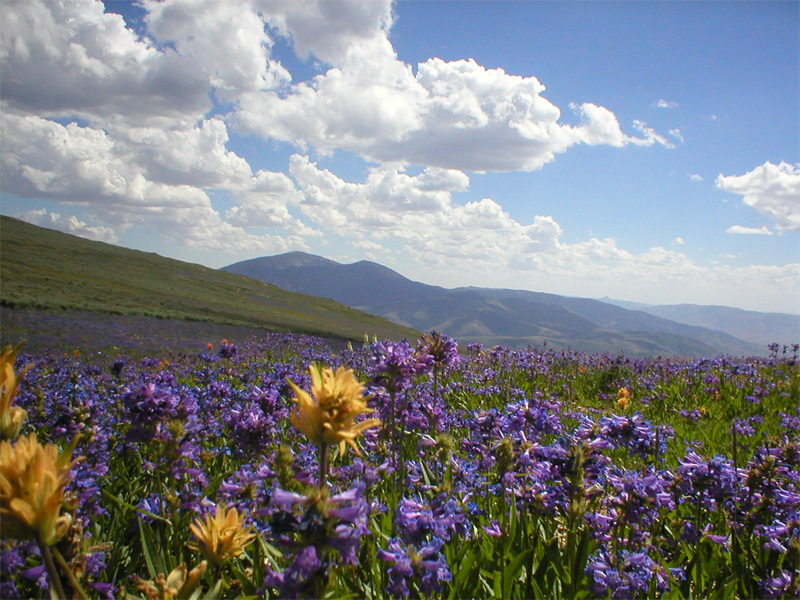
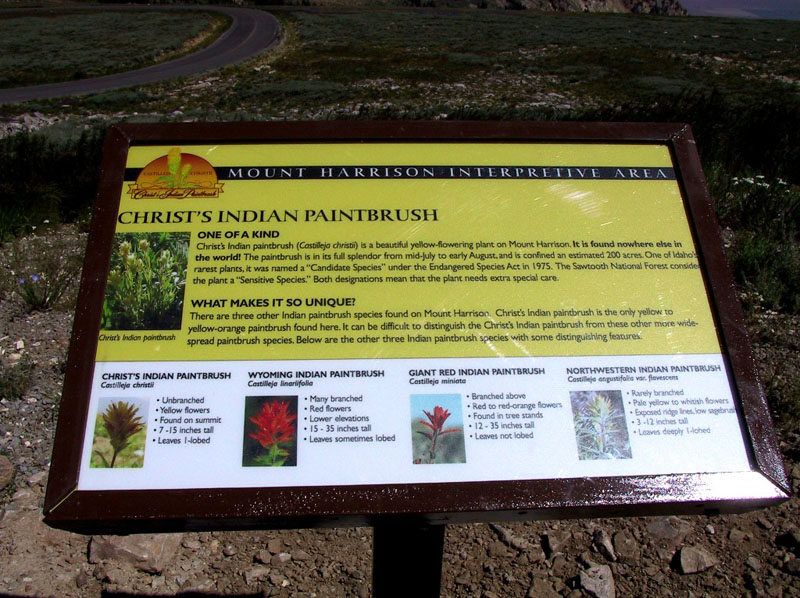